# Karin Rossley
Karin Rossley (Cottbus, República Democrática Alemana, 5 de abril de 1957) es una atleta alemana retirada especializada en la prueba de 400 m vallas, en la que ha conseguido ser medallista de bronce europea en 1978.

## Carrera deportiva
En el Campeonato Europeo de Atletismo de 1978 ganó la medalla de bronce en los 400 m vallas, con un tiempo de 55.36 segundos, llegando a meta tras la soviética Tatyana Zelentsova y la también alemana Silvia Hollmann (plata con 55.14 segundos).